# گرند اپرا هاوس یورک

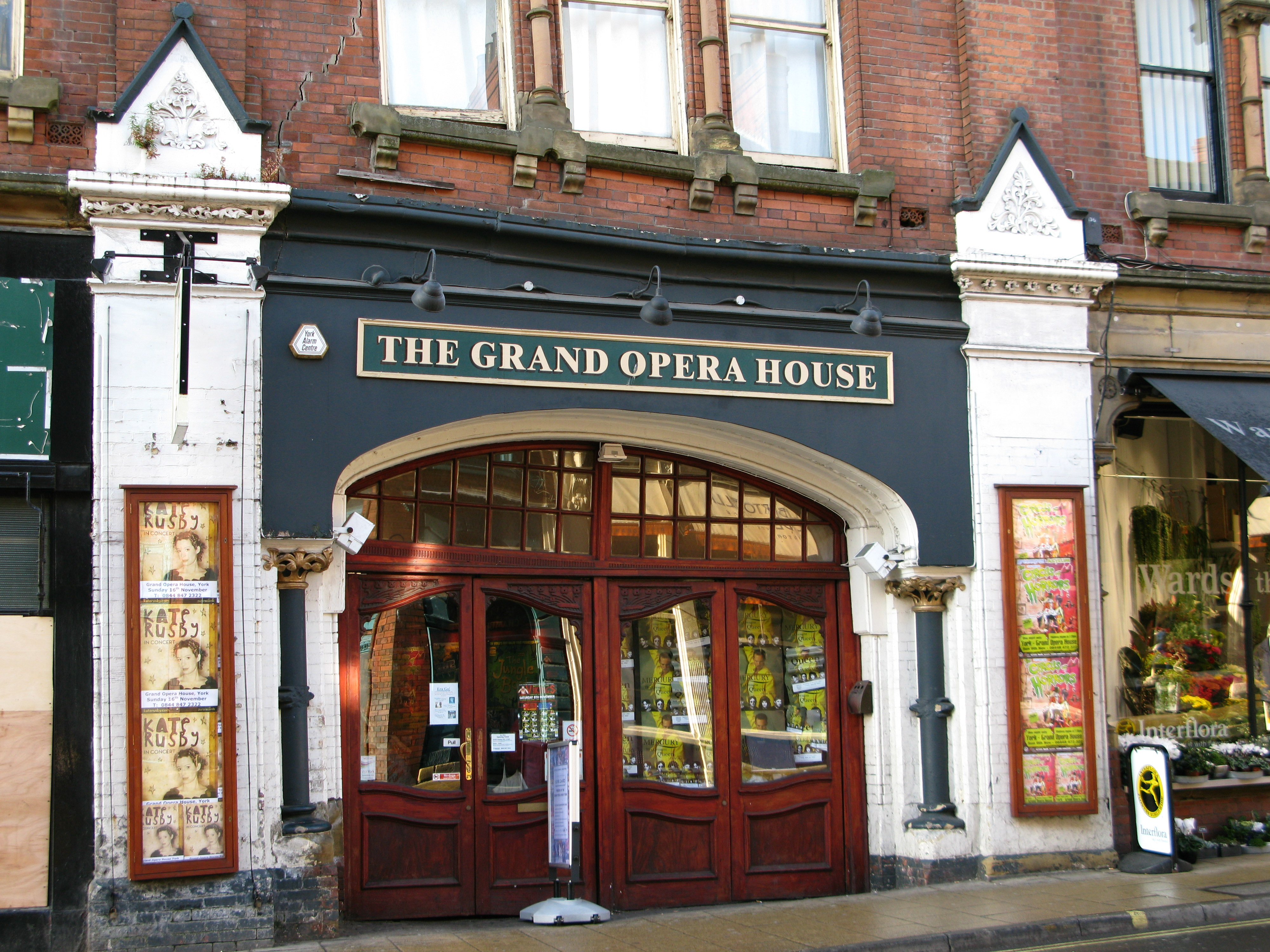
ورودی سالن تئاتر در سال ۲۰۰۸.

گرند اپرا هاوس یورک (انگلیسی: Grand Opera House, York) یک سالن تئاتر در شهر یورک، انگلستان است.
این سالن که متعلق به گروه تئاترهای امباسادور است در سال ۱۹۰۲ تأسیس شده و محل اجرای نمایش، تئاتر موزیکال، رقص باله و اپرا می‌باشد.

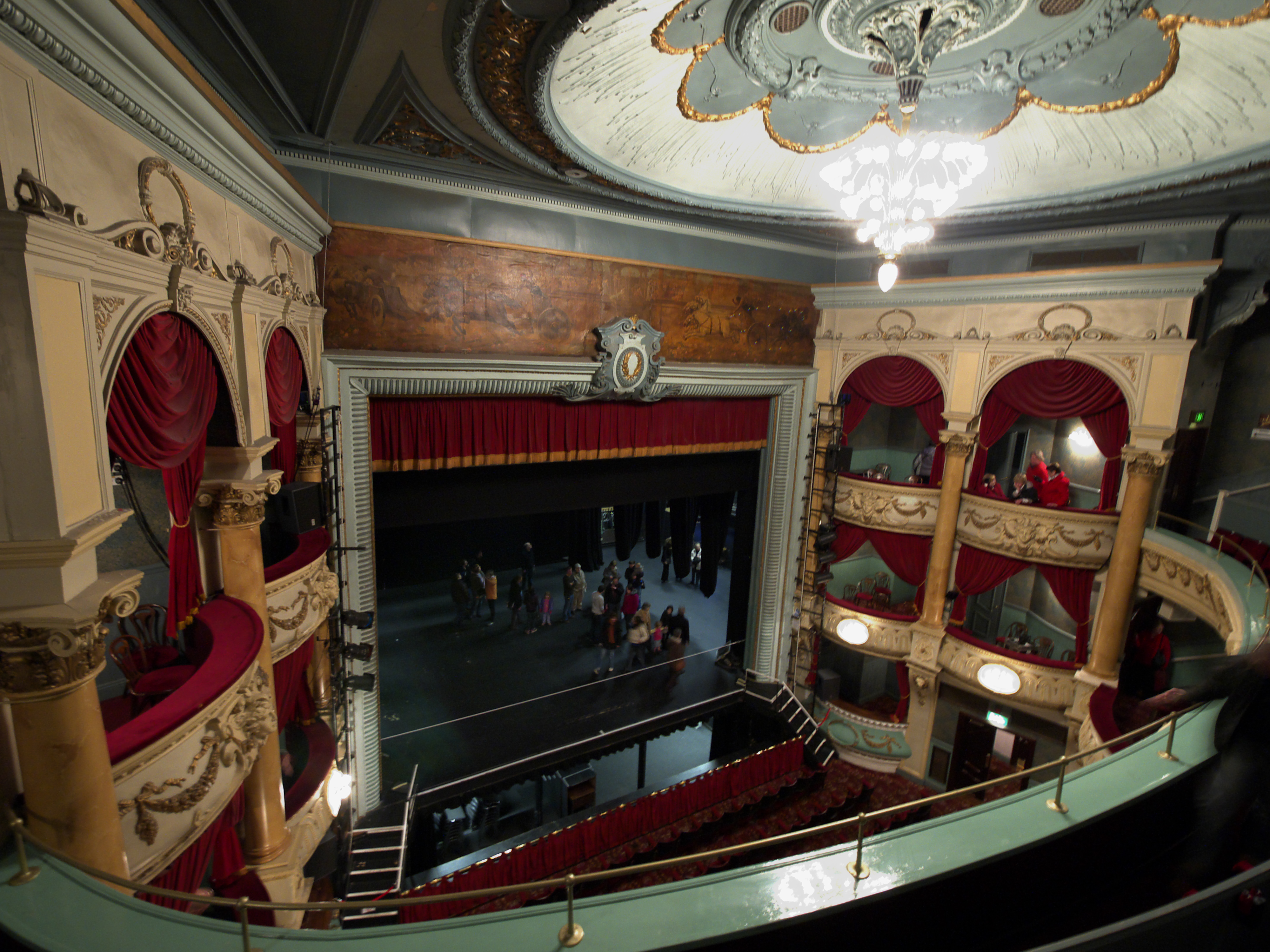
داخل سالن تئاتر